# Насонов, Виктор Владимирович
Ви́ктор Влади́мирович Насо́нов (укр. Віктор Володимирович Насонов, позывной — Нос; 12 июня 1975, Червоный Жовтень) — украинский военнослужащий, старший сержант, участник российско-украинской войны. Герой Украины (2023).

## Биография
Родился 12 июня 1975 года в селе Червоный Жовтень Зачепиловского района Харьковской области (ныне — село Травневе Берестинского района). Во время российского вторжения в Украину служил старшим сержантом Национальной гвардии Украины, выполняя обязанности главного сержанта взвода.
Осенью 2022 года отличился при обороне поселка Казачья Лопань. В феврале 2023 года в боях под Бахмутом получил огнестрельное ранение в ногу, но отказался от эвакуации и продолжил бой. После лечения вернулся к службе.

## Награды
- Звание «Герой Украины» с вручением ордена «Золотая Звезда» (29 сентября 2023) — за личное мужество и героизм, проявленные в защите государственного суверенитета и территориальной целостности Украины, верность военной присяге[1].